# 女生愛女生
《女生愛女生》是日本小說家赤堀悟與漫畫家桂遊生丸共同製作的日本漫畫作品。角色設計為。2004年於《月刊Comic電擊大王》漫畫雜誌進行上連載，2007年3月20日結束連載。單行本全5卷。以及依此改編的動畫與遊戲。
電視動畫版自2006年1月11日於東京電視台開始至3月29日結束播放全12話；最終第13話則收錄於DVD中。
標題之所以會取（Kashimashi）是因為「三個『女』合在一起就是（嘈雜、喧囂）」。另外，也與本作的虛構城市「鹿縞市（鹿縞市）」發音相同。

## 故事簡介
大佛彈在小泊和明日太的鼓勵下向同班同學神泉安菜告白，但被她拒絕了。悲痛中的小彈到了附近的山上一個人想靜一靜的時候，不小心捲入巨大宇宙船墜落事故當中。
宇宙船上的外星人為自己的過失向地球人道歉，並且告知已對小彈加以治療；同時也說明了小彈在治療過程中變成女生一事，且這樣的改變已經是無法更正的。
小彈開始以女生的身份上學了，但當初拒絕自己告白的安菜卻開始積極的接近小彈。看著兩人日漸親密的關係，青梅竹馬的小泊這才發覺到自己對小彈的感情。
三人之間展開了不可思議又錯綜複雜的戀愛關係……

## 登場人物
大佛彈（配音員：植田佳奈）
高中二年級學生。生下來就一副女生的長相、內心相當善良且熱愛大自然的少年。向安菜告白失敗後由於意外事故而變成真正的女生，並夾在與泊及安菜的三角關係之中。
漫畫中要死時呼喊了泊的名字選擇了她，宇宙人趁他們掉下時心重疊時把他們的命運因子重疊在一起而彈得以活下來也因此跟泊開始交往。
動畫中沒有要死，彈為了拯救看不清楚人類的安菜而與開始她交往；不過一陣子後被安菜甩掉因為安菜不想依賴太多而且安菜發現彈還是喜歡泊，聖誕節時跟泊告白和結婚。
神泉安菜（配音員：堀江由衣）
彈的同班同學。眉目清秀、成績優良又文靜的少女。自兩歲起開始有一種看不清楚所有男性(樣子就是模糊的樣子)的怪病，為免傷害到身邊的人，便跟周圍的人保持距離。彈是安菜自怪病發作之後第一個清楚看到的男性而對他一見鍾情，然而因為怕有一天又將再看不清楚彈而拒絕了彈的告白。當彈以女生的身份回到校園後，興奮的安菜積極的與彈拉近距離，因為不會看不清楚彈。
來栖泊（配音員：田村由香里）
大佛彈從小青梅竹馬的好朋友、活躍於田徑隊中的少女。小時候曾與彈許下「新郎新娘」的承諾。一直以來暗戀著彈並且是他的保護者，變成女生的彈使泊內心掙扎是否繼續自己的感情。當看見他與安菜的距離縮短時，發現不論彈是男或女，都是真的喜歡彈。
摩利步紀（配音員：浅野真澄）
泊的朋友。戴著眼鏡、心智成熟、觀察力強的少女。動漫中皆強烈暗示她也是喜歡彈的，不過從沒打算讓彈知道也不打算追彈，而只在旁默默觀察。
曾呂明日太（配音員：小野大輔）
大佛彈還是男生時的朋友，每天和泊及步紀一起陪彈上學。在彈變成女生後，對其有超越於友情以上的感情。
宇宙仁（配音員：藤原啓治）
研究地球人的「戀愛感情」的宇宙人。其所駕駛的太空船因事故而讓彈變成女孩。為了持續觀察彈，他成為學校的生物老師，易名「宇宙仁」。
將·噗（配音員：新谷良子）
宇宙仁所乘坐的宇宙船的頭腦直接連結的有機終端機。以彈為原型製成所以跟她樣子很相像，有一頭粉紅色的長頭髮。很仰慕地稱呼彈為“大姐哥”(お姉兄様)。
月並子（配音員：水谷優子）
彈的英文老師。是一位35歲還未有過戀愛經驗，神經質且自我陶醉於愛情幻想的老師。對宇宙老師一見鍾情，雖然很積極地展開攻勢，但一直沒有效果。
大佛徹（配音員：保村真）
父親是雜誌社攝影師，自從彈變性後經常為彈拍照並妄想與彈一起洗澡，不過每次行動皆被媽媽用各種絕技阻止。
大佛智（配音員：永島由子）
彈的媽媽是家庭主婦，愛為彈購買可愛的女生服飾逼她穿上，對於彈的性別轉變不但不反抗甚至十分歡迎。

## 出版書籍
| 卷數 | MediaWorks     | MediaWorks             | 台灣角川       | 台灣角川               |
| 卷數 | 發售日期       | ISBN                   | 發售日期       | ISBN                   |
| ---- | -------------- | ---------------------- | -------------- | ---------------------- |
| 1    | 2005年2月15日  | ISBN 4-8402-2955-4     | 2005年7月14日  | ISBN 986-729-977-9     |
| 2    | 2005年10月15日 | ISBN 4-8402-3185-0     | 2006年6月17日  | ISBN 986-174-090-2     |
| 3    | 2006年3月15日  | ISBN 4-8402-3366-7     | 2006年10月21日 | ISBN 986-174-168-2     |
| 4    | 2006年11月15日 | ISBN 4-8402-3629-1     | 2007年3月14日  | ISBN 978-986-174-290-8 |
| 5    | 2007年6月15日  | ISBN 978-4-8402-3904-2 | 2007年9月18日  | ISBN 978-986-174-458-2 |

### 其他書籍
小說
- （電擊文庫）

2006年1月25日發售、ISBN 4-8402-3268-7（作者 - 駒尾真子、原案 - 赤堀悟、插畫 - 桂遊生丸）
導讀手冊
2006年4月15日發售、ISBN 4-8402-3409-4

## 電視動畫

### 製作人員
- 監督：中西伸彰
- 企劃：久木敏行、川城和實
- 系列構造：花田十輝
- 人物設計：
- 音響監督：：明田川仁
- 音樂：磯江俊道、藤間仁
- 音樂合成：Aifmade+
- 音樂制作：Lantis
- 動畫製作：雲雀工作室
- 製作：

### 主題曲
片頭曲
- （第2集～第11集、第13集：第1集片尾曲）

作詞：riya，作、編曲：菊地 創，歌：eufonius
片尾曲
- （第2集～第11集、第13集）

作詞・作曲：、編曲：大久保薰、歌：（第2集～第7集）、浅野真澄（第8集）、植田佳奈（第9集）、堀江由衣（第10集）、田村由香里（第11集）
※第8集～第11集，歌詞的內容依照角色的心情而不同。
- （第12集、第13集插曲）

作詞・作曲：、編曲：大久保薰、歌：

### 各話標題
| 集數 | 日文標題 | 中文標題翻譯         | 劇本     | 分鏡       | 演出     | 作畫監督                                         |
| ---- | -------- | -------------------- | -------- | ---------- | -------- | ------------------------------------------------ |
| 1    |          | 少年從那天起完全改變 | 花田十輝 | 中西伸彰   | 中西伸彰 | 岩佐とも子                                       |
| 2    |          | 她開始發現自己是女生 | 花田十輝 | 岡本英樹   | 横山廣行 | 松本好弘                                         |
| 3    |          | 彈的心意、安菜的心意 | 花田十輝 | 小島多美子 | 吉田俊司 | 内原茂                                           |
| 4    |          | 少女三角戀           | 花田十輝 | 小島多美子 | 松浦錠平 | 加納綾、水口桂                                   |
| 5    |          | 映入安菜雙瞳的是?    | 花田十輝 | 所俊克     | 横山廣行 | 林旲列                                           |
| 6    |          | 新娘與新郎           | 花田十輝 | 福島一三   | 黑田康弘 | 内原茂                                           |
| 7    |          | 大家一起去海邊       | 青島崇   | 福島利規   | 福島利規 | 尾崎正幸                                         |
| 8    |          | 旁觀者               | 花田十輝 | 横山廣行   | 横山廣行 | 松本好弘、宮下雄次                               |
| 9    |          | 此願可成真?          | 青島崇   | 松浦錠平   | 松浦錠平 | 内原茂、平塚知哉、三浦厚也                       |
| 10   |          | 輕波微瀾             | 花田十輝 | 青木新一郎 | 吉田俊司 | 大城勝                                           |
| 11   |          | 安菜再也看不到的是?  | 花田十輝 | 横山廣行   | 横山廣行 | 松本好弘、大城勝、粟井重紀、重国勇二、藤原未来夫 |
| 12   |          | 戀愛終於開始         | 花田十輝 | 中西伸彰   | 中西伸彰 | 岩佐とも子                                       |
| 13   |          | 這個女孩愛上了女孩   | 花田十輝 | 中西伸彰   | 中西伸彰 | 岩佐とも子                                       |

### 播放電視台
日本深夜動畫：下文記載的日本国内播放時間使用日本標準時間（UTC+9）表示。因為部分時間标识會採用30小时制，因此請留意这类超过24:00的时间，其實際播放時間為翌日清晨。
| 播放地區       | 播放電視台   | 播放日期                | 播放時間                   | 聯播網     |
| -------------- | ------------ | ----------------------- | -------------------------- | ---------- |
| 關東地區       | 東京電視台   | 2006年1月11日 - 3月29日 | 星期三 25時30分 - 26時00分 | 東京電視網 |
| 大阪府         | 大阪電視台   | 2006年1月11日 - 3月29日 | 星期三 26時05分 - 26時35分 | 東京電視網 |
| 愛知縣         | 愛知電視台   | 2006年1月12日 - 3月30日 | 星期四 26時28分 - 26時58分 | 東京電視網 |
| 全国放送       | AT-X         | 2006年1月13日 - 3月31日 | 星期五 10時30分 - 11時00分 | CS放送     |
| 北海道         | TV北海道     | 2006年1月17日 - 4月4日  | 星期二 26時00分 - 26時30分 | 東京電視網 |
| 福岡縣         | TVQ九州放送  | 2006年1月17日 - 4月4日  | 星期二 26時23分 - 26時53分 | 東京電視網 |
| 岡山縣、香川縣 | 瀨戶內電視台 | 2006年1月18日 - 4月5日  | 星期三 25時28分 - 25時58分 | 東京電視網 |

## 遊戲
PS2遊戲於2006年3月30日發售。

## 外部連結
- 女生愛女生官方網站（页面存档备份，存于）（日語）
- 東京電視台的介紹網站（页面存档备份，存于）（日語）